# Labyrint (film, 1986)
För andra betydelser av Labyrint, se Labyrint (olika betydelser)
Labyrint (originaltitel: Labyrinth) är en brittisk-amerikansk film från 1986 i regi av Jim Henson, som även skrev filmens manus tillsammans med Dennis Lee, Terry Jones och Elaine May.

## Handling
Sarah Williams (Jennifer Connelly) är en tonårstjej med livlig fantasi som är trött på att sitta barnvakt ännu en helg. Hon kallar därför på goblinerna i sin favoritbok "Labyrinth" och ber dem föra bort hennes lille styvbror. Då lille Toby (Toby Froud) försvinner på riktigt måste Sarah följa efter honom in i sagovärlden för att rädda honom från den ondskefulle trollkungen (David Bowie). Som ett skydd mot inkräktare i hans slott finns själva labyrinten, ett svårgenomträngligt nystan av snirkliga gångar, bebodd av besynnerliga varelser och okända faror.

## Om filmen
Originalmusiken till filmen är komponerad av David Bowie och Trevor Jones och gavs ut på albumet Labyrinth.

## Rollista (urval)
- David Bowie - Jareth, trollkung

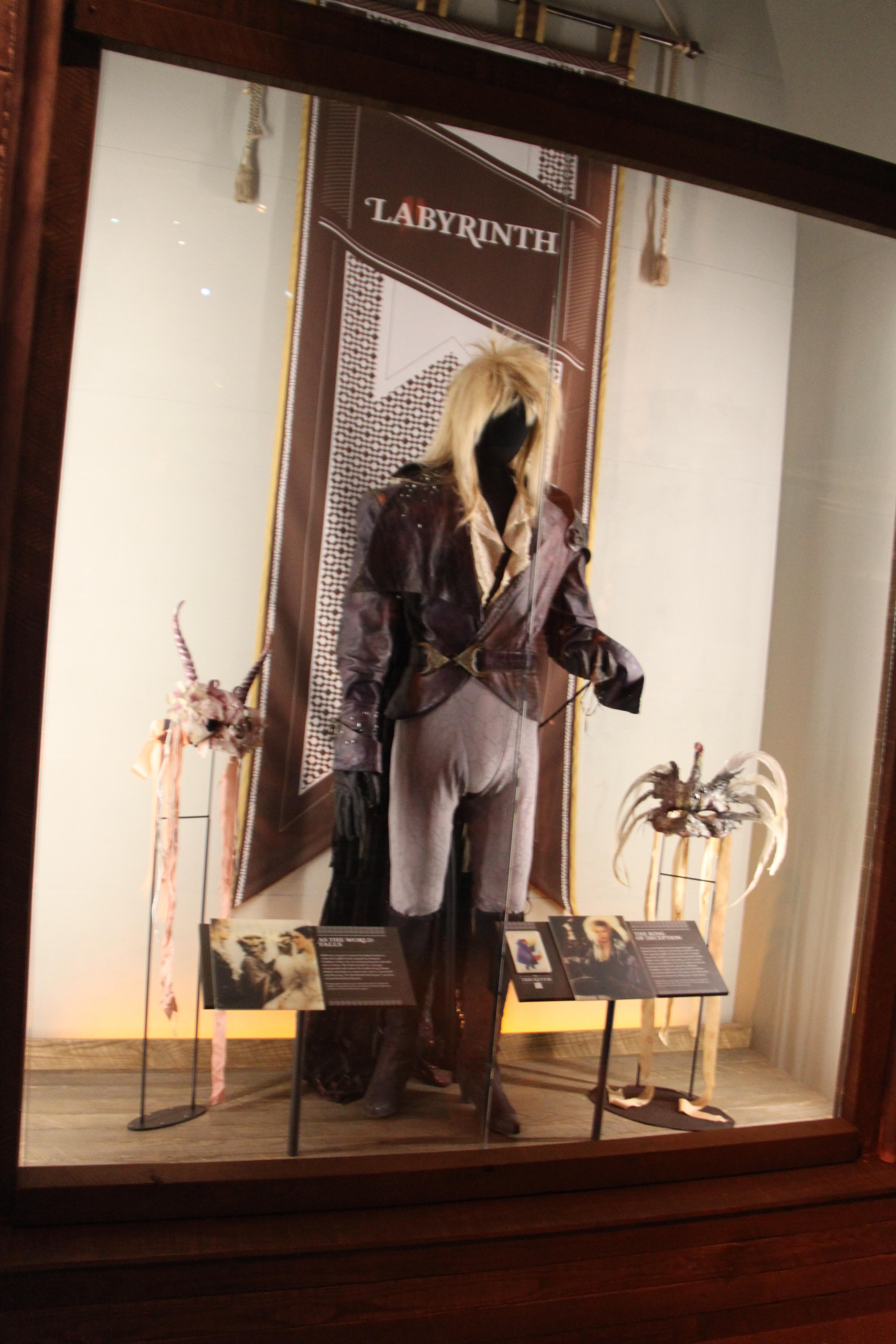
David Bowies kostym från filmen.

- Jennifer Connelly - Sarah Williams
- Toby Froud - Toby  Williams
- Christopher Malcolm - Robert, Sarah och Tobys pappa
- Shelley Thompson - Irene, Tobys mamma och Sarahs styvmor
- Natalie Finland - the Labyrinth Fairies
- Warwick Davis - Goblinkår
- Ron Mueck - Ludo/Firey/troll (röster)
- Frank Oz - Den vise mannen
- Michael Hordern - Den vise mannen (röst)